# Mecodina asbolaea
Mecodina asbolaea là một loài bướm đêm trong họ Erebidae.